# Hostafrancs (metropolitana di Barcellona)
Hostafrancs è una stazione della linea 1 della metropolitana di Barcellona situata sotto la calle Creu Coberta nel distretto di 
Sants-Montjuïc di Barcellona.
La stazione fu inaugurata nel 1926 con il nome di Hostafranchs con la prima parte del Ferrocarril Metropolitano Trasversal. Nel 1982 con la riorganizzazione delle linee la stazione passò alla L1 e cambiò il nome nell'attuale forma catalana di Hostafrancs.